# Décennie 1230 en architecture
| Années de l'architecture : 1227 - 1228 - 1229 - 1230 - 1231 - 1232 - 1233    |
| Décennies de l'architecture : 1200 - 1210 - 1220 - 1230 - 1240 - 1250 - 1260 |

Cet article présente les faits marquants de la décennie 1230 en architecture.

## Événements
- Vers 1225-1235 : recueil de croquis de l’architecte français Villard de Honnecourt[1]. Il exerce ses compétences jusqu’en Hongrie et visite divers chantiers et monuments dont il relève des détails dans son Carnet (cathédrales de Laon, Meaux, Reims, Chartres), avec 250 dessins dont 74 liés à l'architecture[2].

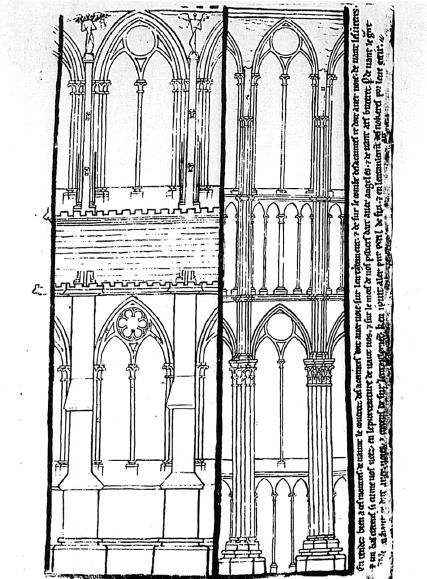
Croquis du Carnet de Villard de Honnecourt
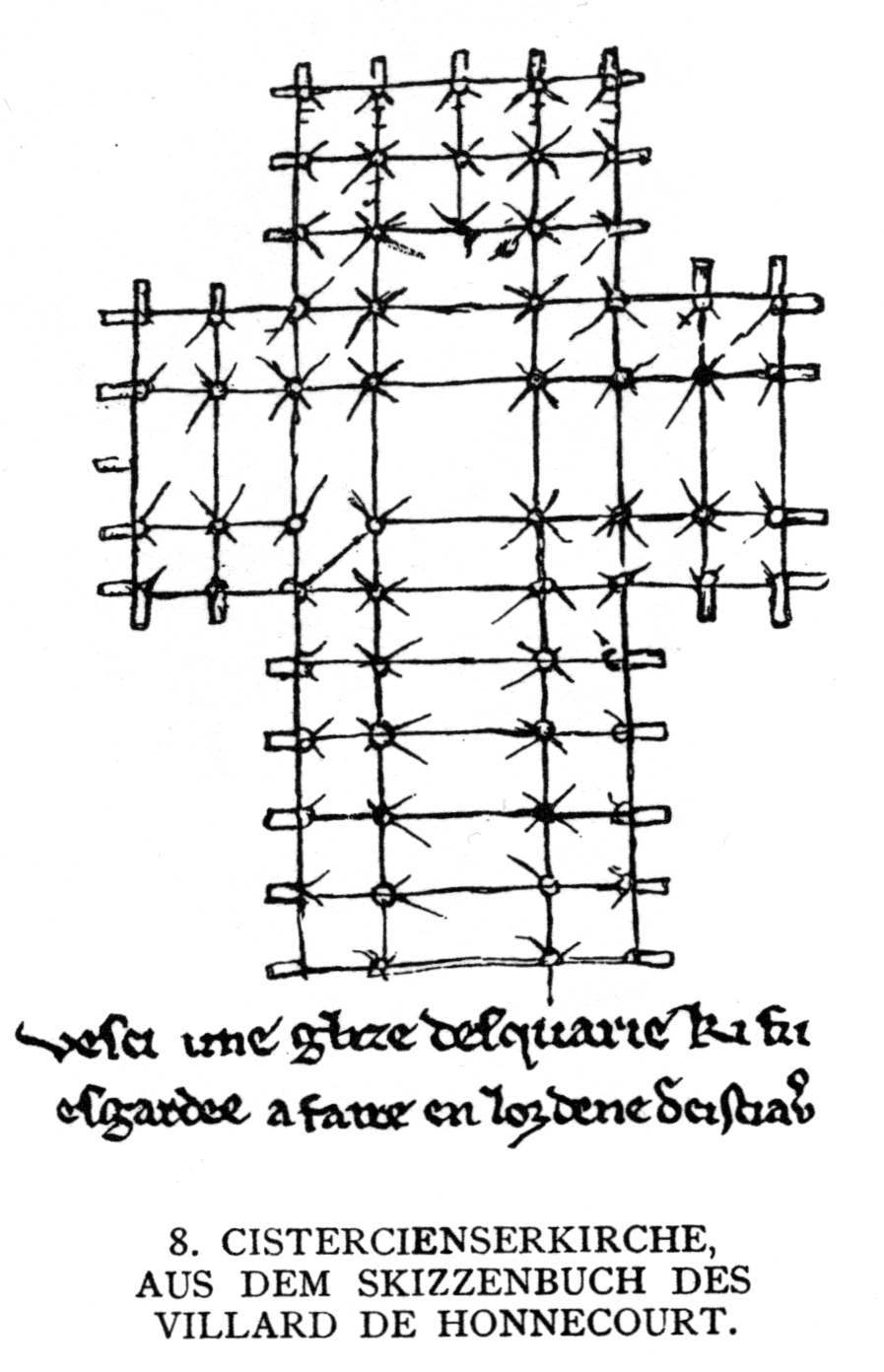
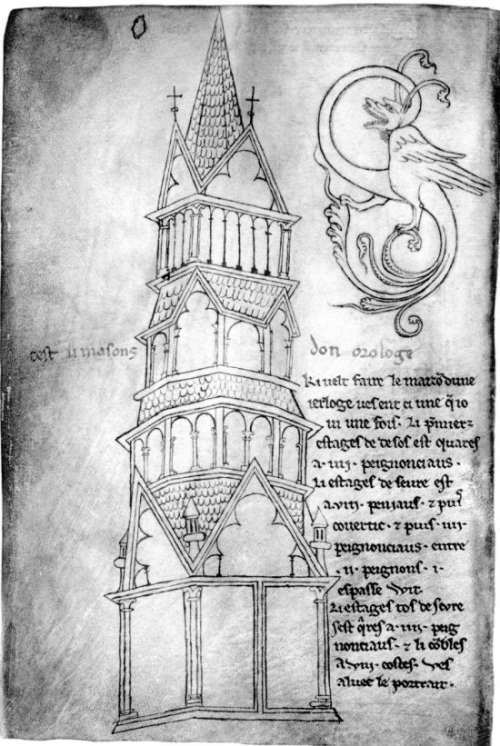
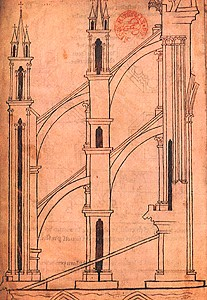
Laon.

- 1235 : consécration de la cathédrale de Limbourg[3] par archevêque de Trèves Théodoric II de Wied.

## Réalisations
- 1230 :
  - début de la construction de l'église des Jacobins à Toulouse[4].
  - reconstruction du Ponte Vella (en) à Orense, en Espagne, sur des fondations romaines par l'évêque Lorenzo[5].
- 1230-1242 : construction du château d'Angers[6].
- 1230-1250 : construction des Ponts couverts sur l'Ill à Strasbourg[7].
  - l’abbé de Saint-Denis Eudes Clément poursuit les travaux de reconstruction de la basilique entrepris par Suger en 1140 (architecte supposé : Pierre de Montereau)[8].
  - début de la construction de la tombe de Sultan Ghari (en) à Delhi[9].
  - construction du Luna Vasahi, par les frères Vastupal et Tejpal, ministres de Vir Dhawal, un râja du Gujarat, dans le complexe de temples jaïns de  Dilwara, près de Mount Âbû en Inde[10].
- 1234 : début de la construction de la collégiale Saint-Martin de Colmar[11], achevée en 1365 par la construction du chœur gothique [12].

- Vers 1235 : construction du mausolée d’Iltutmish à Delhi[13].
- Vers 1235 : fin des travaux de construction de la cathédrale de Laon[14].
- 1238 : début des travaux de l'Alhambra à Grenade. Chaque souverain de la dynastie des Nasrides apporte une pierre à l'édifice jusqu'en 1492 [15].
- 1238-1263 :  construction de l'église Sainte-Sophie de Trébizonde (fin en 1263)[16].

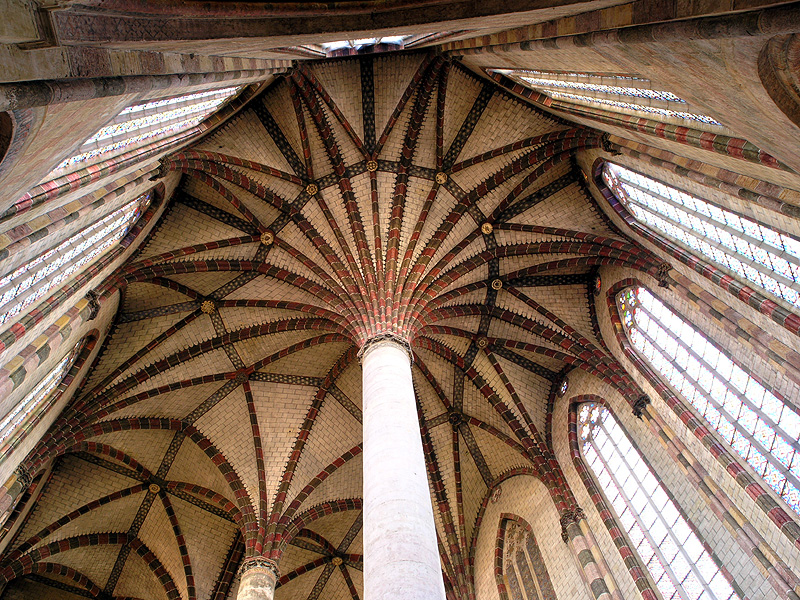
Voûte de l'église des Jacobins
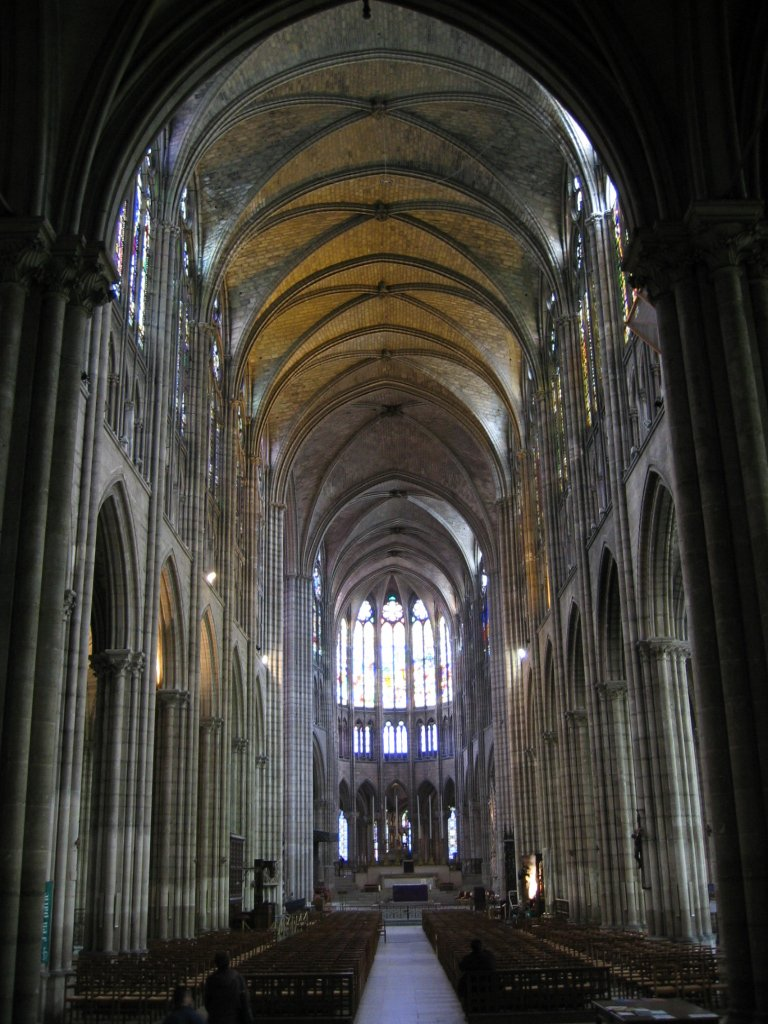
Nef de la basilique Saint-Denis
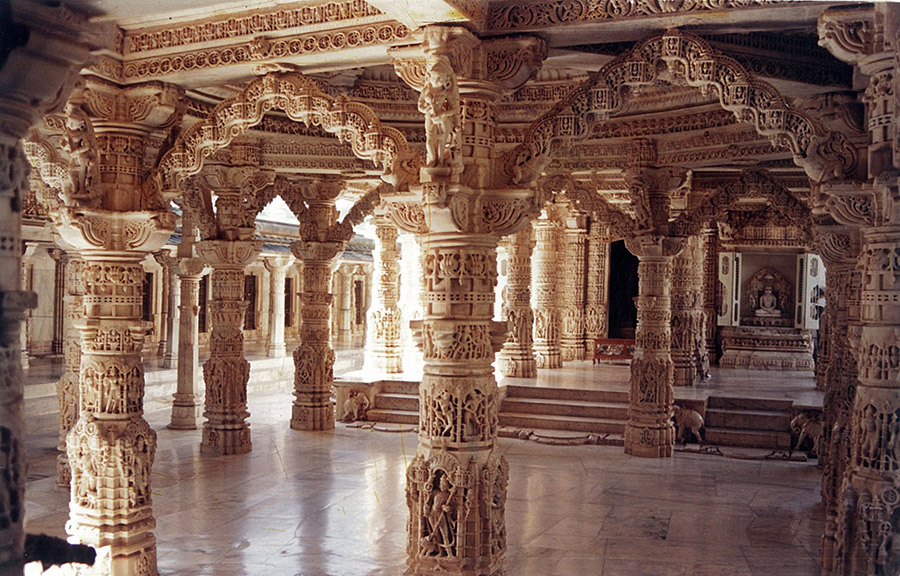
Intérieur du Luna Vasahi.
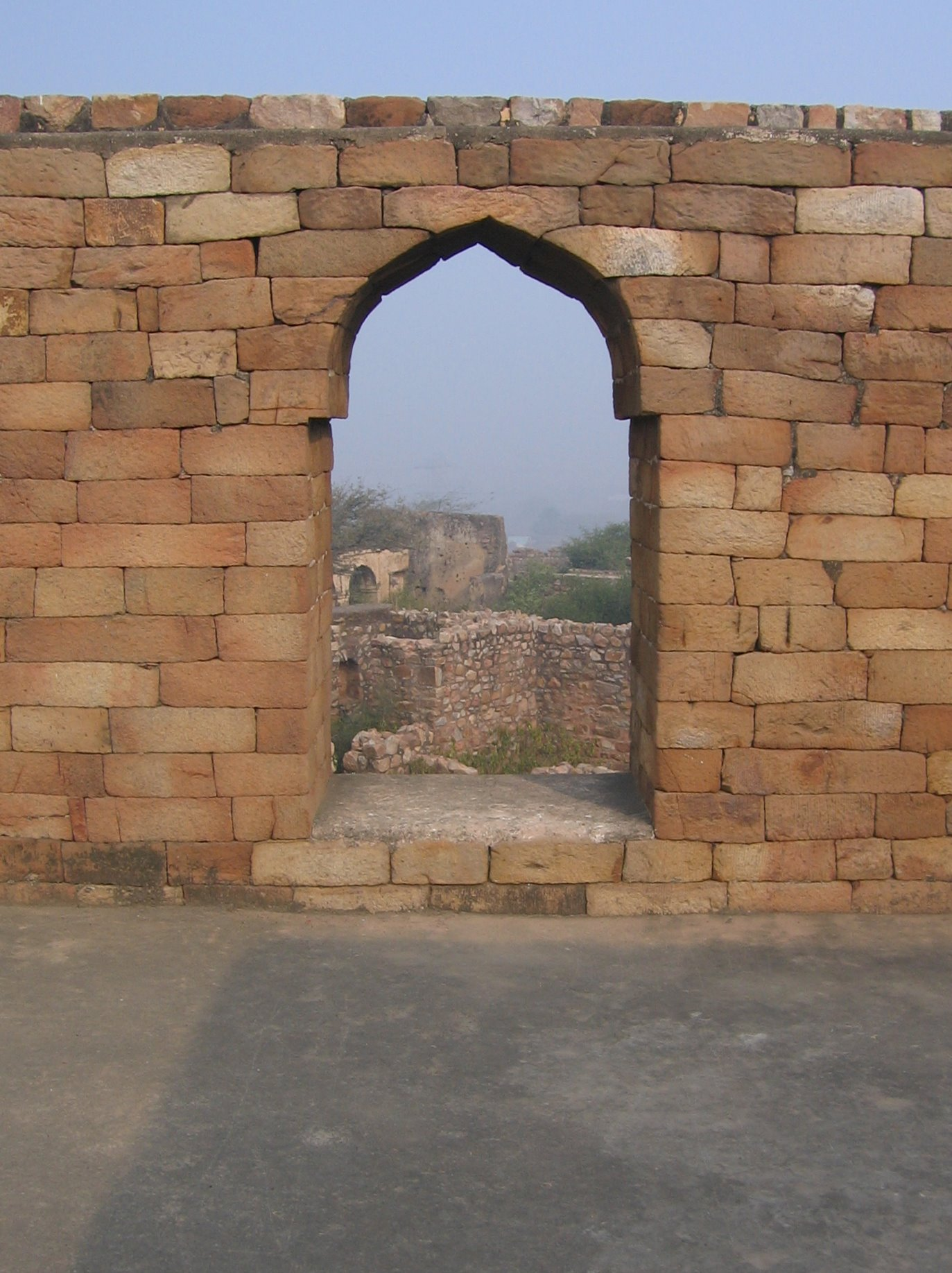
tombe de Sultan Ghari
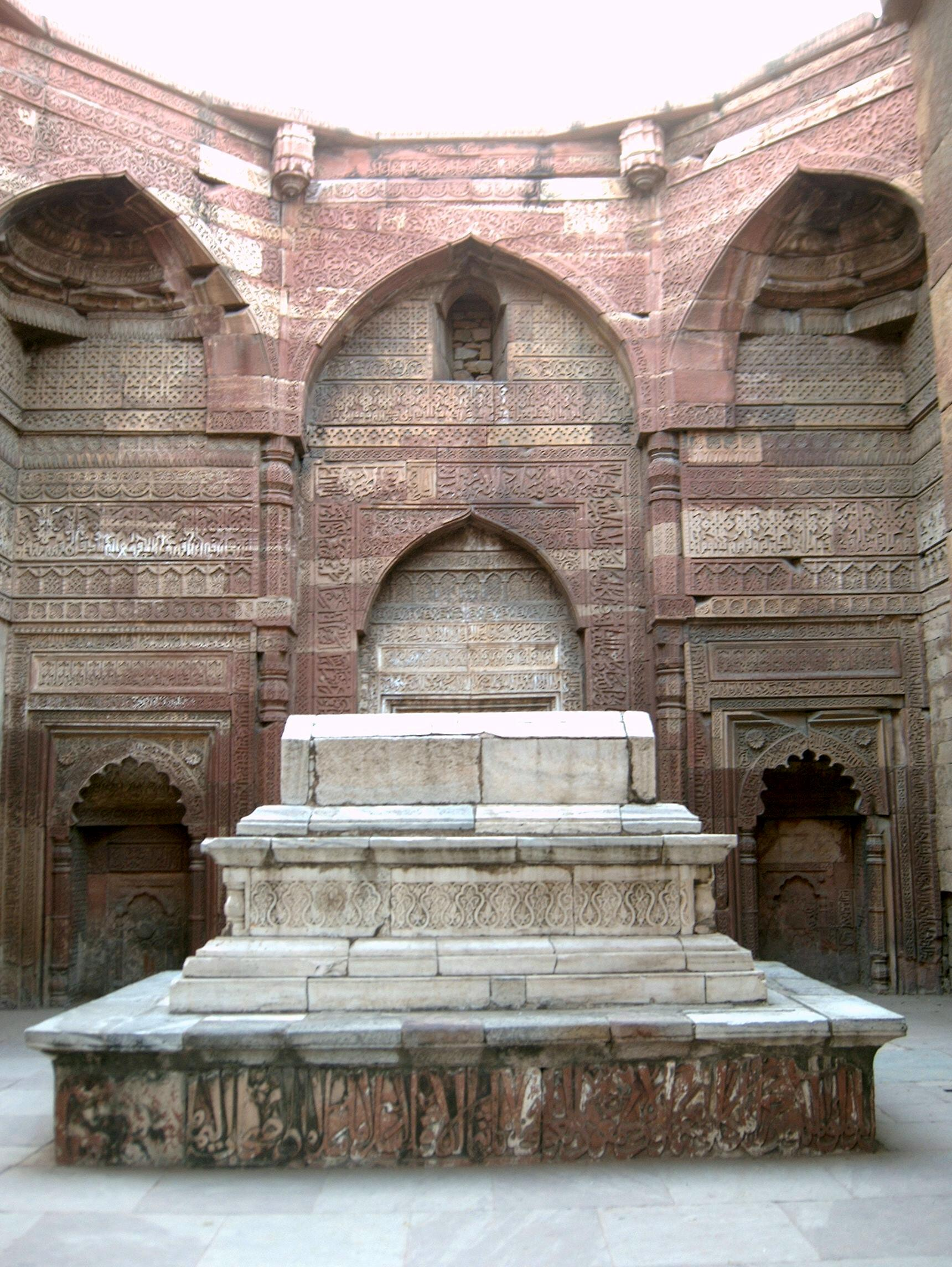
mausolée d’Iltutmish
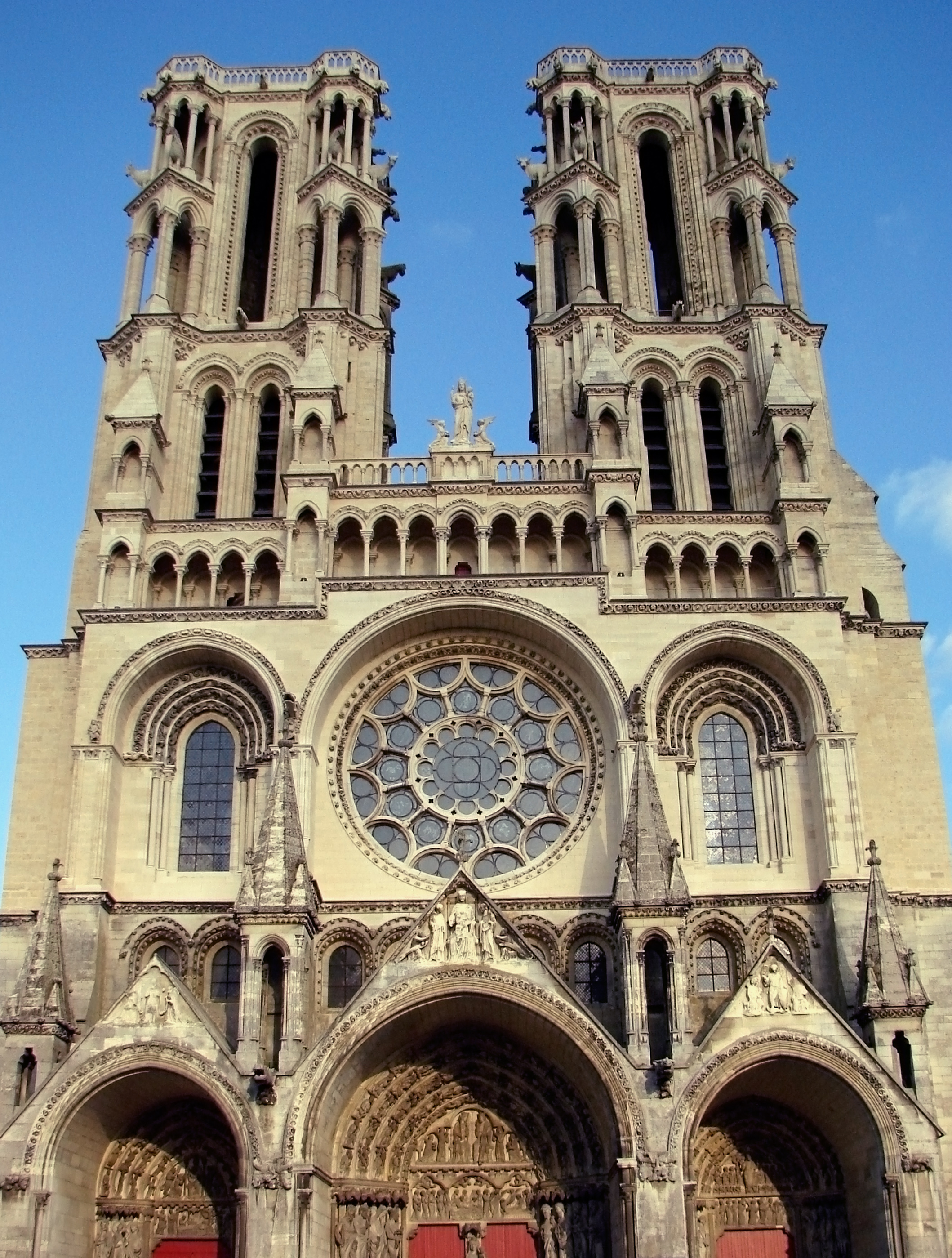
cathédrale de Laon
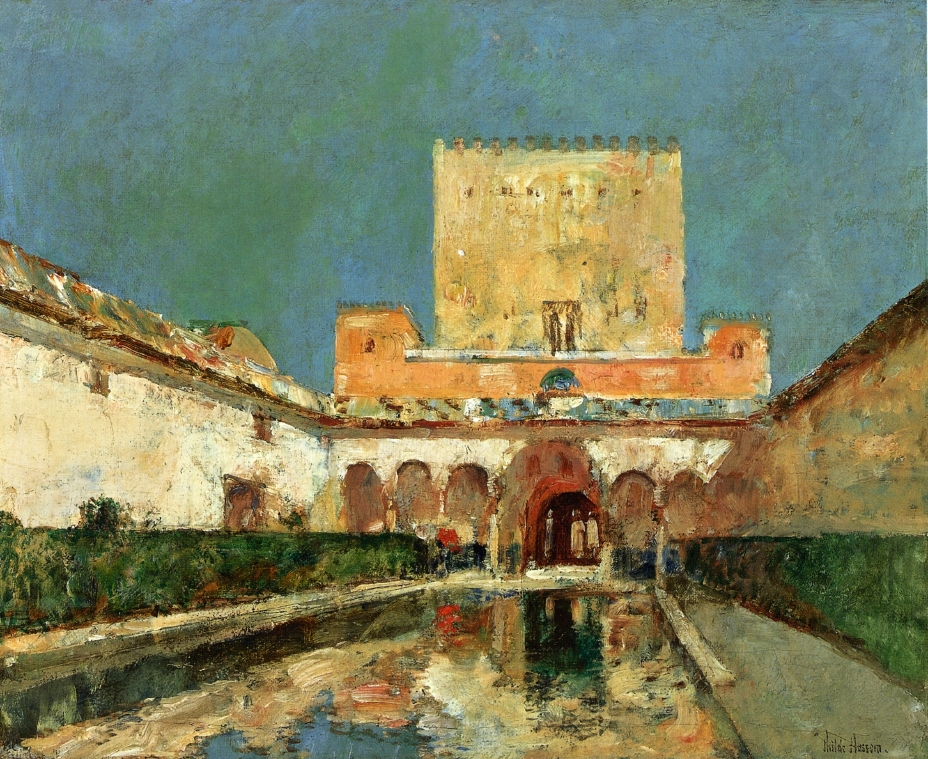
L'Alhambra
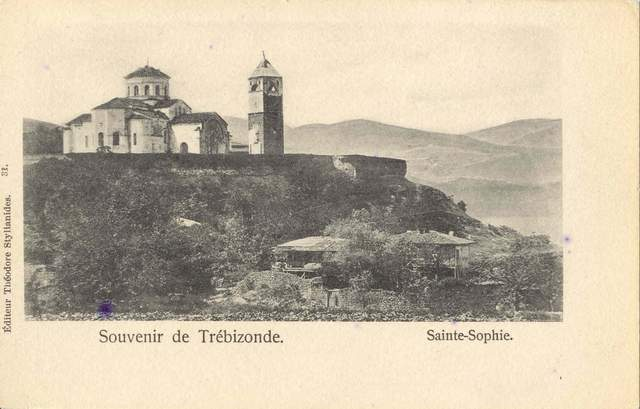
Sainte-Sophie de Trébizonde